# Carlo Lottieri
 (juin 2013).
Carlo Lottieri, né à Brescia, Italie, le 6 novembre 1960 est un philosophe italien libertarien et anarcho-capitaliste.

## Biographie
Professeur de Philosophie du droit à l'université de Sienne, il est directeur du département de Théorie politique de l'Institut Bruno Leoni.
Il a étudié la Philosophie à l'Université de Gênes et à l'Institut Universitaire d'Études Européennes de Genève, et à Paris où, sous la direction de Raymond Boudon, il a obtenu un DEA et un Doctorat avec sa thèse sur Idéologie et science dans la sociologie politique de Gaetano Mosca. 
De 1985 à 1988, il a travaillé pour le CREA (Centro Ricerche Economiche Applicate) sous la direction d'Antonio Martino. En 1989, il a reçu la Bourse Claude Lambe de l'Institute of Humane Studies (Fairfax, VA), et en 1990 une autre de l'European Council et en 1991 une autre encore du MURST (Ministère de la recherche et des Universités en Italie). En 1999 il est devenu Assistant chargé de Recherche en philosophie du Droit à l'Université de Sienne. De 1997 à 1999, il a enseigné la Sociologie et l'Économie à l'ISC (Istituto Superiore di Comunicazione) de Milan. 
À partir de 1999 il fait partie du corps enseignant aux séminaires organisés par l'IES-Europe à Gummersbach et à Lauenburg, en Allemagne, à Yundola, en Bulgarie, à Louvain, en Belgique, à Mehdia, au Maroc, à Grand-Bassam, en Côte d'Ivoire, et à Bakouriani, en Géorgie (pays). En 2001, il est devenu Adjunct fellow du Ludwig von Mises Institute à Auburn (Alabama) et en 2003 il a été pour trois mois Fellow de l'International Centre of Economic Research (ICER) de Turin. Il fait partie du Conseil Scientifique de l'Institut Turgot (Paris) et du Conseil académique de l'Institut Constant de Rebecque (Lausanne). Il fait partie également du comité éditorial du Journal for the New Europe.
Il a été Directeur éditorial de la revue Federalismo & Libertà à Milan et, avec Luigi Marco Bassani et Mauro Maldonato, il a édité aux éditions Guida une collection de livres sur l'histoire de la pensée politique intitulée intitulée "Sfere della libertà". 
Il est l'auteur de six livres et de nombreux articles. Il a édité la traduction en italien des livres de Étienne de La Boétie, Frédéric Bastiat, Gustave de Molinari, Murray Rothbard, John Trenchard et Thomas Gordon, Hans-Hermann Hoppe, Henri Lepage, Ludwig von Mises, Ernest Renan, Wilhelm Röpke, Thomas E. Woods et autres penseurs de la tradition libérale. En langue française il a édité La liberté et le droit de Bruno Leoni (Paris, Les Belles Lettres, 2006).

## Ouvrages

### Livres
- Denaro e comunità. Relazioni di mercato e ordinamenti giuridici nella società liberale, Naples, Guida, 2000.
- Il pensiero libertario contemporaneo. Tesi e controversie sulla filosofia, sul diritto e sul mercato, Macerata, Liberilibri, 2001.
- Rothbard e l’ordine giuridico libertario. Una discussione, avec Enrico Diciotti, Sienne, DiGips - Università degli Studi di Siena, 2002.
- Dove va il pensiero libertario?, édité par Riccardo Paradisi, Rome, Settimo Sigillo, 2004.
- Le ragioni del diritto. Libertà individuale e ordine giuridico nel pensiero di Bruno Leoni, Soveria Mannelli, Rubbettino, 2006.
- Lezioni di Filosofia del diritto, avec Emanuele Castrucci, Rome, Aracne, 2006.
- Come il federalismo fiscale può salvare il Mezzogiorno, avec Piercamillo Falasca, Soveria Mannelli, Rubbettino, 2008.
- Credere nello Stato? Teologia politica e dissimulazione da Filippo il Bello a WikiLeaks, Rubbettino, 2011.
- Liberali e non. Percorsi di storia del pensiero politico, La Scuola, 2013.
- Guglielmo Ferrero in Svizzera. Legittimità, libertà e potere, Studium, 2015.
- Every New Right Is A Freedom Lost, Monolateral, 2016.
- Un'idea elvetica di libertà. Nella crisi dell'Europa, La Scuola, 201
- Beni comuni, diritti individuali e ordine evolutivo, IBL Libri, 2020
- La proprietà sotto attacco, Liberilibri, 2023

### Articles en français
- “La catallaxie ou la loi de la jungle? La théorie sociale de Hayek et les critiques des constructivistes”, Journal des Économistes et des Études Humaines, mars 1993.
- "Gaetano Mosca", in: Michel Dubois (éd.), Sociologies de l’envers. Éléments pour une autre histoire de la pensée sociologique, Paris, Ellipses, 1994.
- "Un élitisme technocratique et libéral. L’autorité et l’État selon Mosca”, L’Année Sociologique, 1994. Maintenant le texte est aussi dans: Raymond Boudon - Mohamed Cherkaoui - Jeffrey C. Alexander (eds.), The Classical Tradition in Sociology. The European Tradition, vol.II (The Emergence of European Sociology: II - The Classical Tradition [1880-1920]), Londres, Sage Publications, 1997.
- "Retour en famille: pas seulement pour les fêtes", Le québécois libre, 1999.
- “Élitisme classique (Mosca et Pareto) et élitisme libertarien: analogies et différences”, dans: Alban Bouvier (éd.), Pareto aujourd’hui, Paris, Puf, 1999, p. 199-219.
- “Propriété et appropriation dans la philosophie libertarienne. À la redécouverte du polycentrisme juridique et du ‘domaine allodial’”, dans Varii Auctores, Éthique et propriété, Aix en Provence, Librairie de l’Université, 2002, p. 255-291.
- "Obligation, contrat et élites dirigeantes. Le 'réalisme politique' de Gianfranco Miglio", dans: Mohamed Cherkaoui (éd.), Histoire et théorie des sciences sociales. Mélanges en l'honneur de Giovanni Busino, Genève-Paris, Librairie Droz, 2004, p. 333-350.
- "Preface" à Bruno Leoni, La liberté et le droit, Paris, Les Belles Lettres, 2006 (1961).